# Mezővár
Mártonhely (1887-ig Tessanócz, néhol Tesanóc, szlovénül: Tešanovci, régen vendül Tišanovci) falu Szlovéniában, Muravidéken, Pomurska régióban.  Közigazgatásilag Alsómaráchoz tartozik.

## Fekvése
Muraszombattól 7 km-re északkeletre községközpontjának Alsómarácnak keleti szomszédságában a Lendvába igyekvő Lipnica-patak partján fekszik. A Ravensko nevű sík tájegység egyik legjelentősebb települése.

## Története
Területén már az ókorban is éltek emberek, ezt bizonyítják a határában található római kori halomsírok.
A település első írásos említése 1340-ben "Terra Tysinolch" alakban történt. Ezzel a Goričko egyik legrégebbi települése. 1365-ben  Széchy Péter fia Miklós dalmát-horvát bán és testvére Domonkos erdélyi püspök királyi adományul  illetve cserében kapták a Borsod vármegyei Éleskőért, Miskolcért és tartozékaikért Felsőlendvát és tartozékait, mint a magban szakadt Omodéfi János birtokát. A település a későbbi századokon át is birtokában maradt a családnak. Az 1366-os beiktatás alkalmával részletesebben kerületenként is felsorolják az ide tartozó birtokokat, melyek között a falu "Tyssanouch in districtu Sancti Martini" alakban szerepel.
Vályi András szerint "TESSANO. Tesanócz. Tót falu Vas Várm. földes Urai Gr. Szapáry, és több Uraságok, lakosai katolikusok, fekszik Martyánczhoz nem meszsze, mellynek filiája; határja középszerű."
Fényes Elek szerint "Tessanocz, vindus falu, Vas vmegyében, a muraszombati uradalomban, 137 kath., 280 evangelikus lak. ágostai oskolával."
Vas vármegye monográfiája szerint "Mezővár, vend község, 171 házzal és 906 r. kath. és ág. ev. lakossal. Postája Mártonhely, távírója Muraszombat. Kath. kápolnája 1891-ben épűlt. Lakosai magyar olvasókört tartanak fenn."
1910-ben 887, többségben szlovén lakosa volt. A trianoni békeszerződésig Vas vármegye Muraszombati járásához tartozott, 1919-ben átmenetileg a de facto Mura Köztársaság része lett. Még ebben az évben a Szerb–Horvát–Szlovén Királysághoz csatolták, ami 1929-től Jugoszlávia nevet vette fel. 1941-ben átmeneti időre ismét Magyarországhoz tartozott, 1945 után visszakerült jugoszláv fennhatóság alá. 1991 óta a független Szlovénia része. 2002-ben 375 lakosa volt.

## Nevezetességei
- Római katolikus kápolnáját 1887-ben építették.
- Evangélikus haranglába 1868-ban épült.
- Római kori halomsírok.

## Híres szülöttek
- Novák Ferenc, az első magyarországi szlovén néprajzi író